# 川崎方啓

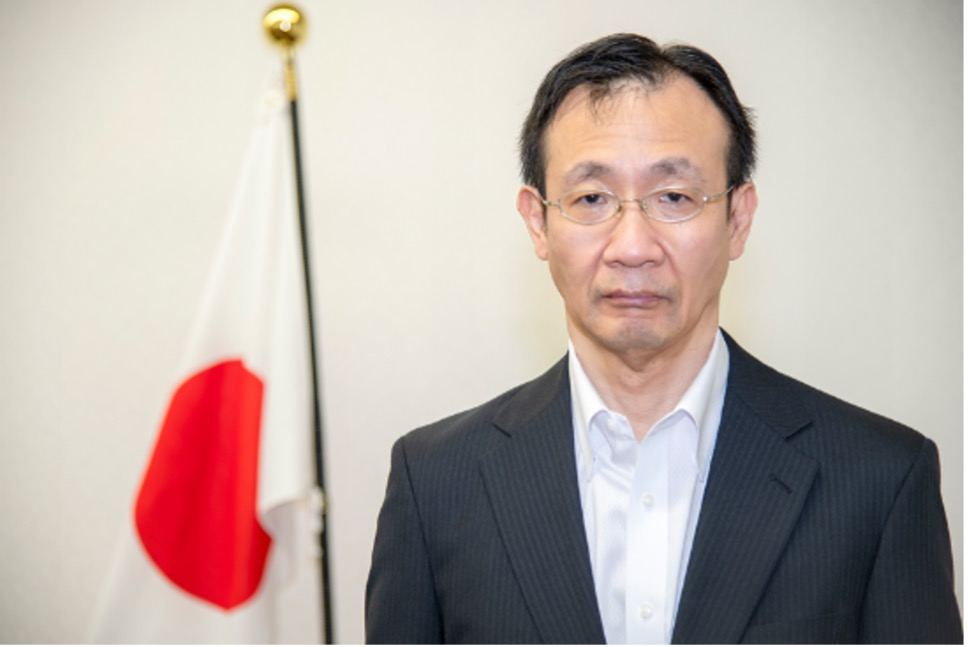
防衛省防衛研究所ホームページより

川崎 方啓（かわさき まさひろ、1964年3月 - ）は、日本の防衛官僚。

## 人物
東京都出身。麻布高等学校を経て、東京大学工学部卒業。

## 略歴
- 1987年 防衛庁入庁、防衛局運用課
- 2005年 防衛施設庁広島防衛施設局施設部長
- 2006年 長官官房企画官（兼）文書課企画室長
- 2007年 防衛政策局調査課調査室長
- 2008年 運用企画局情報通信・研究課長
- 2010年 大臣官房広報課長
- 2011年 人事教育局人材育成課長
- 2012年 経理装備局装備政策課長
- 2013年 技術研究本部技術企画部長
- 2015年 大臣官房米軍再編調整官
- 2016年 外務省大臣官房審議官（総合外交政策局軍縮不拡散・科学部担当）（大使）
- 2019年 大臣官房審議官
- 2020年 大臣官房審議官（併）情報本部副本部長
- 2020年 人事教育局長
- 2022年 防衛研究所長